# エディ・オリオリ

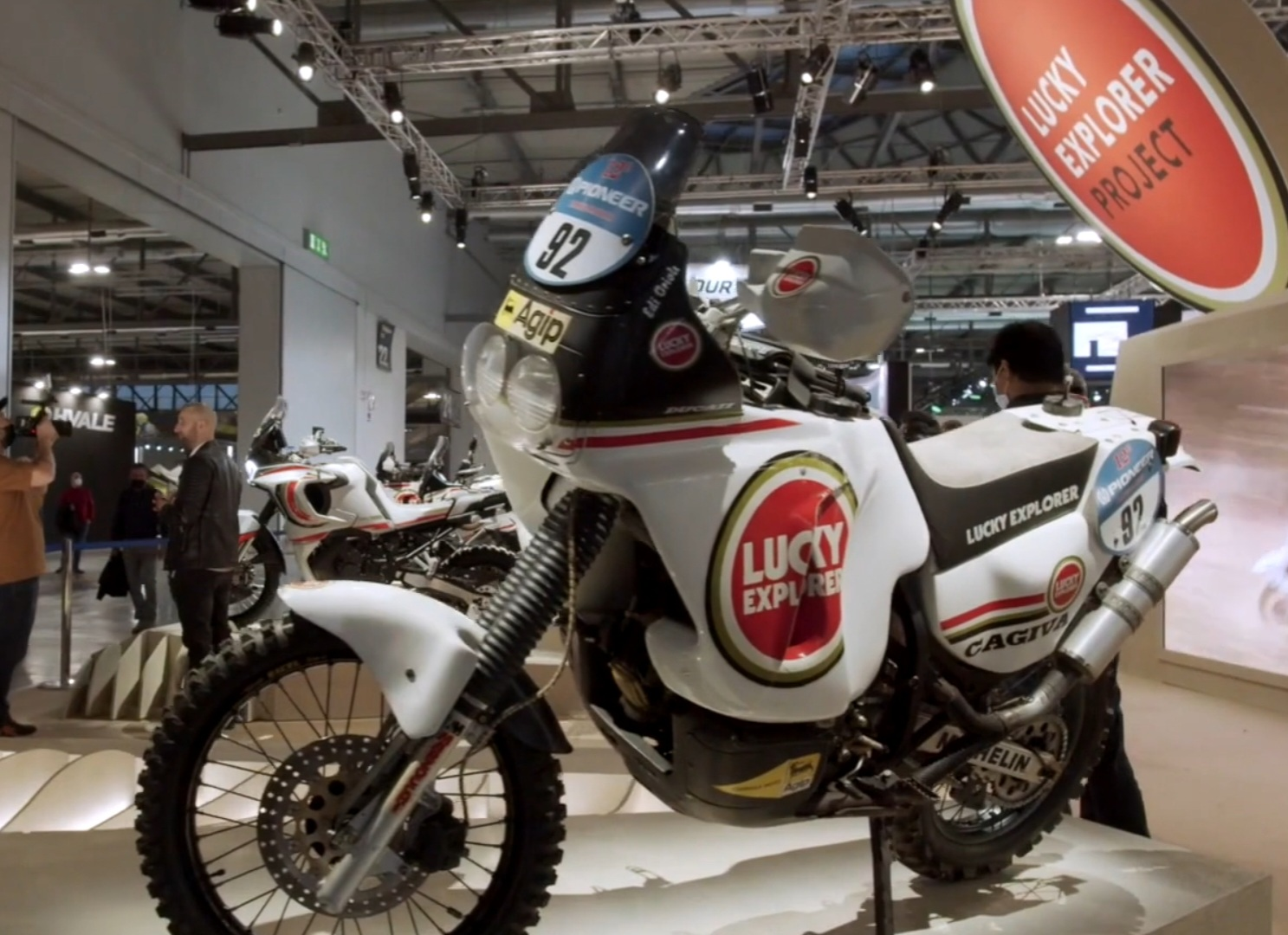
EICMA2021にて展示された、オリオリのマシン（カジバ・エレファント900）

エディ・オリオリ（Edi Orioli、1962年12月5日 - ）はイタリア・ウーディネ出身の二輪ライダー。ホンダ、カジバ、ヤマハでダカール・ラリーを4度制覇した。

## 概要
10代の頃からバイクに乗り始め、1980-1981年に国内選手権やエルバ島6日間レースなどのエンデューロレースを制覇した。22歳の時にバイク用品メーカーのダイネーゼと契約し、同社のアイコンとなった。
ダカール・ラリーでは1986年からホンダのイタリアチームで参戦。1987年は優勝のシリル・ヌヴーに次ぐ2位でホンダ1-2フィニッシュに貢献した。
1988年大会ではヌヴーの骨折や、ライバルでラリーリーダーだったフランコ・ピコ（ヤマハ）が主催者のミスで存在しないチェックポイントを探させられる羽目になった影響もあってトップに立ち、さらに第16〜17ステージが砂嵐でキャンセルされるなどの幸運もあって、追撃を振り切り二輪部門初優勝を飾った。
1990年大会ではカジバ・ラッキー・エクスプローラー・チームより、180km/hでの巡航が可能なドゥカティ製レースエンジンを搭載するエレファントを駆り参戦。テネレ砂漠の780kmのステージ9で、主催者が信号旗の向きを間違えるというミスによりヌヴーやステファン・ペテランセルといったライバルたちが道に迷ったが、軍事地図を研究していたオリオリは真実を見抜いて正確なナビゲーションを行い、大差でステージ勝利して部門優勝へと結びつけた。初優勝となったカジバは、オリオリのサインが入ったシルバーのキーホルダー付きのエレファント 900IEを999台限定で販売した。ラッキー・エクスプローラーのカラーリングとエレファントとダイネーゼのライディングスーツは、この時代のデュアルパーパス乗りの一つの象徴となった。
ASOへ運営が変わり、市販バイクベースの規定となってヤマハが活動を休止した1994年はエンジン載せ替え（当時規定により一度のみ可能だった）とギアボックストラブルなどメカニカルな問題に悩まされたが、当時の史上最小となる僅差で僚友ジョルディ・アルカロンズを抑え、カジバに2度目の勝利をもたらした。
1996年はヤマハに移籍。僚友となったペテランセルが、ステージ6で質の悪い燃料を給油されたことに抗議して撤退したためオリオリがトップに立ち、2位のアルカロンズ（KTM）に1時間の差をつけて4度目の優勝を飾った。オリオリにとってはこれが最後の優勝となった。二輪部門で通算4勝は歴代5位の記録であり、3メーカーのマシンで優勝した二輪ライダーは2023年現在もオリオリだけである。
1993年にはファラオ・ラリーでも総合優勝を果たした。1999年を最後にバイクから降りた。
80〜90年代を通じてフォードやオペル、ランチアのWRCマシンでイタリア国内ラリーにも参戦した。2005〜2007年はいすゞのセミワークスからラリーレイドに参戦し、2005年ファラオ・ラリーでディーゼル車クラス1位を獲得した。
2007年はニュルブルクリンク24時間にもBMW・M3（SP6クラス）で参戦した。
競技以外では父と叔父が60年前に創業した家具メーカーの『PRATIC f.lli Orioli SpA.』を引き継いでおり、現在も経営している。取扱商品の中には「ダカール」という庇もある。
2023年にMVアグスタ（旧カジバ）は、燃料タンクにオリオリのサインが入った限定生産のアドベンチャーバイク「LXPオリオリ」を発売した。